# Hopea cagayanensis
Hopea cagayanensis är en tvåhjärtbladig växtart som först beskrevs av Foxw., och fick sitt nu gällande namn av Van Slooten. Hopea cagayanensis ingår i släktet Hopea och familjen Dipterocarpaceae. Inga underarter finns listade i Catalogue of Life.